# Баба-Яга (Лядов)
Баба-Яга — симфоническая картина (поэма) написанная композитором Анатолием Константиновичем Лядовым в 1904 году. Произведение посвящено Владимиру Васильевичу Стасову — художественному и музыкальному критику.

## История создания
Баба-Яга Анатолия Лядова самая первая его сказочная пьеса для оркестра. Позже последовали «Волшебное озеро» (1908), «Кикимора» (1909) и другие пьесы составившие определённый цикл.
Сюжет картины был заимствован из сказок Александра Афанасьева — собирателя русского фольклора, которые завоевывали все большее внимание и много издавались на стыке веков уже после смерти А. Афанасьева. К этому же времени появляются произведения художника Ивана Билибина, нашедшего свой стиль отображения русского фольклора. Билибинская Баба-Яга появилась в 1900 году именно как иллюстрация к опубликованной тогда сказке «Василиса Прекрасная».
Об этом влиянии на композитора говорит тот факт, что он свою музыкальную пьесу назвал «картинкой к русской народной сказке». И действительно — невозможно отделить музыкальную часть — А. Лядова от изобразительной — И.Билибина.
Тем не менее музыковед Л. Михеева считает, что этот цикл был задуман Лядовым значительно раньше, ещё в 1880-е годы, когда он в 1881 году проводил лето на своей усадьбе (предположительно Горушка или Полыновка) и увлеченно собирал народные напевы. Но осуществление этого замысла произошло в последнее десятилетие жизни композитора, в 1900-х гг.. Возможно, что рисунки И. Билибина послужили толчком к осуществлению давно задуманных планов.

## Сюжет
Для своей «картинки» Лядов выбрал лишь один эпизод (из названного выше издания «Василиса Прекрасная»): «…Баба-Яга вышла во двор, свистнула, — перед ней явилась ступа с пестом и помелом. Баба-Яга села в ступу и выехала со двора, пестом погоняет, помелом след заметает… Скоро послышался в лесу шум: деревья трещали, сухие листья хрустели…».
По сюжету произведение представляет собой полет Бабы-Яги, данный в непрерывном ритмическом движении и постепенно набирающим силу. Гротесковость и ирреальность придает музыке низкий тембр фагота, сменяемый звучанием бас-кларнета, а струнные словно подхлестывают этот полет. Быстрый ритм создает ощущение скорости: вот с шумом и свистом пронеслась Баба-Яга — и исчезла.

## Первое исполнение (премьера)
Первое исполнение «Бабы-Яги» состоялось 18 марта 1904 года в концерте симфонического собрания под управлением Феликса Блюменфельда и прошло с огромным успехом. Как писал рецензент «Русской музыкальной газеты», это сочинение стояло «вне конкурса».